# M. Il figlio del secolo
M. Il figlio del secolo (zu deutsch M. Der Sohn des Jahrhunderts) ist eine fiktionale biografische historische Dramaserie unter der Regie des Briten Joe Wright, die auf dem im Jahr 2018 veröffentlichten gleichnamigen Roman des Schriftstellers Antonio Scurati basiert. Die italienisch-französische Koproduktion handelt vom Aufstieg des italienischen faschistischen Diktators Benito Mussolini (1883–1945) in den 1920er Jahren.
Die acht Folgen umfassende Miniserie feierte bei den Internationalen Filmfestspielen von Venedig 2024, ihre Premiere. Die Fernsehproduktion wurde im Jahr 2025 in Italien erstausgestrahlt.

## Handlung
Die Serie verfolgt Benito Mussolinis frühe Karriere von der Gründung der Fasci Italiani di combattimento im Jahr 1919 bis zu Mussolinis berüchtigter Rede im Parlament nach der Ermordung des sozialistischen Politikers Giacomo Matteotti im Jahr 1924.
Die Serie soll auch einen Einblick in Mussolinis persönliche Beziehungen geben, unter anderem zu seiner Frau Rachele, seiner Geliebten Margherita Sarfatti und zu anderen berühmten Persönlichkeiten der damaligen Zeit. In der Serie wird laut Sky Atlantic „die Geschichte eines Landes beleuchtet“, das sich der Diktatur eines Mannes ergab, „der es schaffte, sich immer wieder aus seiner Asche zu erheben“.

## Produktion
Regisseur Joe Wright lernte den Produzenten Lorenzo Mieli im Jahr 2021 bei Pressearbeiten für den Film Cyrano kennen. Mieli fragte Wright, ob er eine Serie über Mussolini drehen wolle, und Wright „sagte sofort ja“. Mieli erklärte, dass Wright ausgewählt wurde, weil er die Geschichte Mussolinis aus einer Außenperspektive betrachten konnte. Über die Serie sagte Wright:
Ich habe sehr darauf geachtet, die Wahrheit zu sagen, ohne belehrend zu sein. Ich habe versucht, zu verstehen, ohne Mitleid zu zeigen und eine kritische Distanz zu wahren... Mussolini war faszinierend, er hat eine Nation und viele andere verführt. Wenn ich diesen Charme nicht gezeigt hätte, hätten die Leute vielleicht gedacht, alle Italiener wären Idioten. Diese Balance war mein Hauptanliegen....
Sky Studios bestellte die Serie im April 2022. Produziert wird die Miniserie von der von Produzent Lorenzo Mieli gegründeten Firma The Apartment (Teil der Fremantle-Gruppe) in Zusammenarbeit mit Pathè. Das Drehbuch stammt von Stefano Bises ("Gomorrha", "The New Pope", "ZeroZeroZero", "Speravo de morì prima") in Zusammenarbeit mit Davide Serino.
Der Hauptdarsteller Luca Marinelli nahm für die Rolle 20 Kilogramm zu.
Wrights Vision für die Serie befand sich an einem „Scheideweg zwischen Der Mann mit der Kamera von Dsiga Wertow, Scarface von Brian De Palma und der Rave-Kultur der 1990er Jahre“. Da er nicht wollte, dass es sich wie ein „steifes Historiendrama-Biopic“ anfühlte, holte er Tom Rowlands von The Chemical Brothers, um die Musik für die Serie zu schreiben. Wright gab an, dass Rowlands‘ Soundtrack der Serie geholfen habe, ihr Tempo, ihren Rhythmus und ihre Energie beizubehalten.
Die Serie wurde ab November 2022 über einen Zeitraum von sechs Monaten gedreht. Die Dreharbeiten fanden hauptsächlich in Rom in dem Filmstudio Cinecittà statt.
Weitere Drehorte waren der neapolitanische Palazzo Reale und das Teatro di San Carlo (ebenfalls in Neapel) sowie Triest, Aquileia, Gorizia und Ruda (Friaul-Julisch Venetien).

## Veröffentlichung
Die Fernsehproduktion wurde im Januar 2025 auf Sky Atlantic und NOW/WOW in Italien erstausgestrahlt.